# A hetednapi adventisták története
Ez a szócikk elsősorban a hetednapi adventista egyház történetéről szól. Az egyéb adventista mozgalmakról, felekezetekről lásd az adventizmus szócikket.
A hetednapi adventista egyház alapítása hivatalosan 1863-ban történt, de a mozgalom gyökerei az 1830-as évek és az 1840-es évek millerita mozgalmába nyúlnak vissza és a második nagy ébredés időszakára.
A korai közösség kiemelkedő személyei között volt Hiram Edson, Ellen G. White, férje James S. White, Joseph Bates és J. N. Andrews.

## Nemzetközi

### Előzmények
A második nagy ébredés, egy vallási újjászületési mozgalom az Egyesült Államokban a 19. század elején zajlott. A Biblia sok ember számára elérhetővé vált, hogy saját maguk megvásárolhassák és tanulmányozhassák, ahelyett, hogy csak a templomban hallgatták volna a szentbeszédet, és ez több mozgalom létrejöttéhez vezetett. Számos kisebb vallási mozgalom indult ki a kongregacionalista, a baptista és metodista egyházakból.

### Millerita mozgalom

A millerita mozgalom és az adventizmus szakadásai

William Miller (1782-1849), amerikai baptista igehirdető volt, aki a Dániel könyve próféciáinak számításai alapján arra a
következtetésre jutott, hogy Jézus valamikor 1843 és 1844 között visszatér a földre, és megkezdődik az utolsó ítélet. Már az 1830-as évek elejétől hirdette ezt és számos követője akadt az USA északkeleti államaiban.
Miután Jézus nem tért vissza a két előre meghatározott időben sem, „nagy csalódás” érte a híveket, ami a mozgalom széthullásához vezetett.

### Hetednapi adventisták

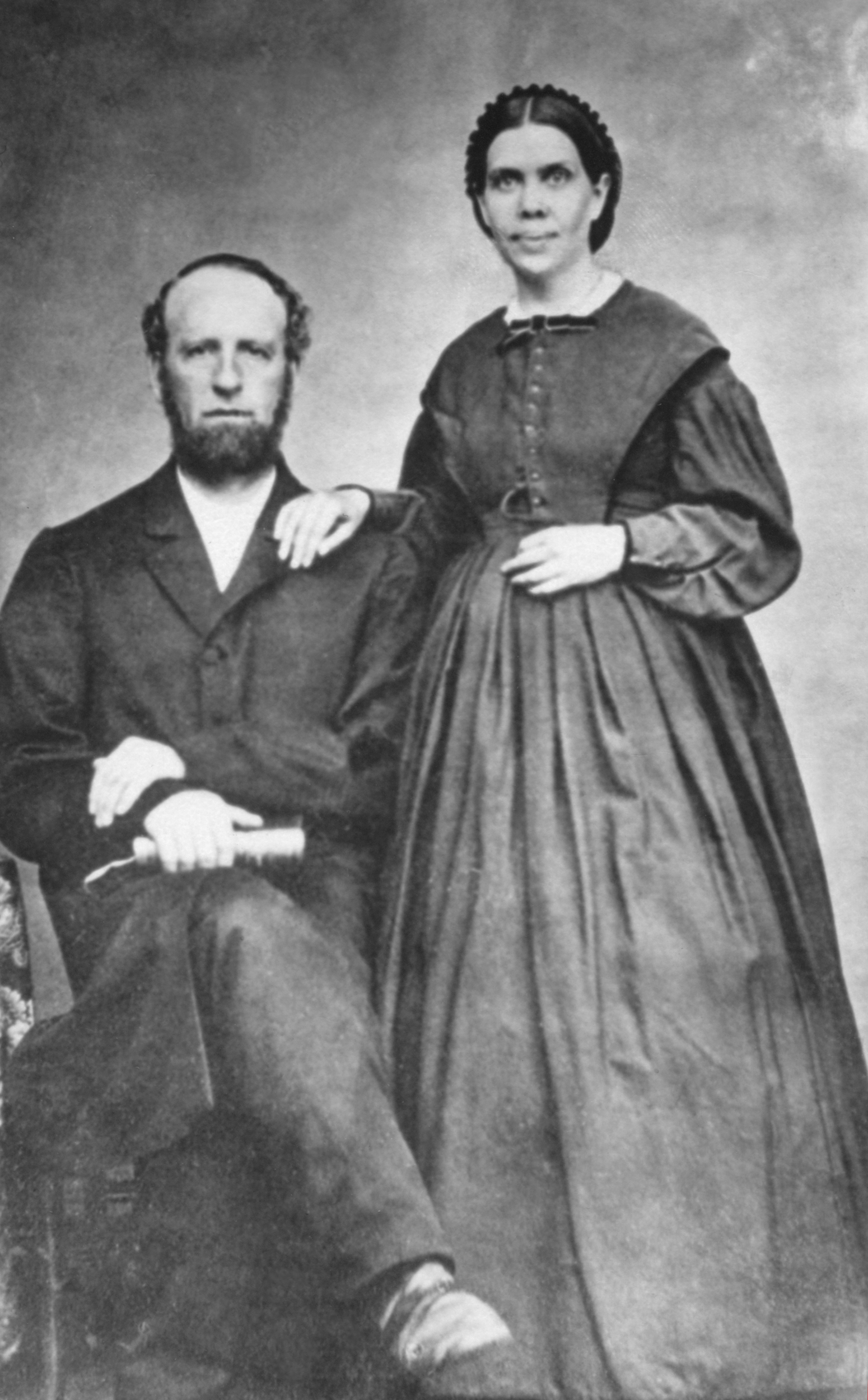
James (1821-1881) és Ellen White (1827-1915) 1868 táján

1844 tavaszán egy hetednapi baptista asszony befolyására a metodista lelkész, Frederick Wheeler (1811–1910), a vasárnap helyett a szombatot kezdte el szent napként ünnepelni. Ezután többen is hasonlóan döntöttek. Így egy szombatünneplő csoport New Hampshireban jött létre, röviddel az 1844. őszi nagy csalódás előtt.
T. M. Preble (1810-1907), aki korábban baptista és millerita prédikátor volt, szintén a szombatot kezdte el ünnepelni. Ő volt az első (átmenetileg) adventista, aki nyomtatásban is támogatta a szombatot.
A nyugalomnapról szóló nézetét Preble és részben Wheeler 1845 februárjában a Hope of Israel (Izrael reménye) című lapban jelentették meg. Majd rövidesen kis könyvecskét is kiadtak, hogy a szombat “örök jelül és örök szövetségül” adatott Isten és az ő népe között.
A szombattal kapcsolatos nézetekkel megismerkedett Joseph Bates (1792-1872) és az ő révén James és Ellen White is, akik a korai adventista mozgalom fő alakjai lettek. Nézetük alapján a Millernek a Dániel könyvéből kiszámolt 1844-es dátuma helyes volt, de ez nem Krisztus eljövetelét jelezte, hanem ekkor kezdte meg a vizsgálati ítéletét, minden ember megítélését.
A fentebb említett személyek, továbbá Hiram Edson (1806-1882) munkálkodása következtében jött létre az Egyesült Államokban az a csoport, mely később, 1860-ban felvette a hetednapi adventista nevet, mint a közösség megkülönböztető hitének jellegzetességét.
1863-ban az észak-amerikai adventista egyházterületek Generál Konferenciává egyesültek és a mozgalom hivatalos szervezetté vált.
Ekkor a közösségnek 3600 hívője volt.
Ellen G. White (1827–1915), bár nem viselt hivatalos egyházi szerepet, domináns személyiséggé lett a közösségen belül. Férjével, James White-tal, továbbá Joseph Bates-szel együtt a felekezet korai fő alakjaivá lettek.
Az 1870-es évektől a felekezet jelentős missziós munkát fejtett ki és 1880-ig megháromszorozta a taglétszámát 16 ezer főre. A gyors növekedés tovább folytatódott, és a 20. század elején már 75 ezer megkeresztelt tag tartozott hozzá. Erre az időre már két adventista főiskola, egy orvosi iskola, egy tucat akadémia, 27 kórház és 13 kiadó működött.
1874-ben az egyház kiküldte az első hivatalos adventista misszionáriust a tengerentúlra, Svájcba, J. N. Andrews (1829–1883) személyében. Őt rövidesen újabbak követtek: 1875-ben Németországba, 1876-ban Franciaországba, 1877-ben Olaszországba stb.
A 19. század végén világméretű missziót indítottak, minden földrészre.

## Magyarországon

### 19. század
Az adventizmus kezdetei
Az első Magyarországon ténykedő adventista a lengyel származású, amerikai ferences-rendi papból lett misszionárius, Michał Belina-Czechowski (1818–1876) volt. 1857-ben az USA-ban csatlakozott az adventistákhoz, visszatért Európába, ahol először más országokban terjesztette az adventi üzenetet, majd 1869-1870-ben Pesten és Erdélyben tevékenykedett. 1869 nyarán keltezett egyik levele így szól: Itt, Pesten és környékén szent missziómunkánk lassan halad, mert mindenkit lefoglal a nehéz munka, hogy fenn tudja tartani magát. Miközben saját magának is kétkezi munkával kellett a megélhetését előteremteni, családi Biblia-órákat tartott és kapcsolatokat épített ki.
Ludwig R. Conradi (1856-1939) az adventisták európai misszió-területének igazgatója 1890-ben érkezett Kolozsvárra. 
Az erdélyi szombatosok felekezete után kutatva találkozott Rottmayer Jánossal (1818-1901) és családjával, akik baptisták voltak. Ők a Skót Nemzeti Bibliatársult szolgálatában álltak, és már évtizedek óta foglalkoztak a Biblia terjesztésével, majd Conradi révén adventisták lettek. 
Rottmayer lánya fordította magyarra az adventista missziós irodalom termékeit.
Az első rendszeres külföldi misszionáriusként a Sziléziából érkező, szintén német anyanyelvű Benecke érkezett az országba. Szolgálatát könyvterjesztő evangelistaként 1893-ban kezdte meg Budapest környékén. Bár elkezdett magyarul megtanulni, nyelvi okok miatt főleg az erdélyi szászok és a bánsági németek között dolgozott Kolozsvár és Temesvár központtal. 1896-ban már Pozsonyban találjuk, majd elhagyta az országot.
1895-ben a magyarországi német Wilhelm Tentesch kezdte meg a munkáját házaló könyvevangélistaként. Elsősorban erdélyi szász településeken dolgozott, de a felvidéki németeket is felkereste a közösség irodalmával. 1897-ben a Német Unió (egyház) missziómunkássá nevezte ki, ezért irodalomterjesztés mellett bibliamunkásként is dolgozott.
Átutazóként 1895-97 táján még pár misszionárius és lelkész felkereste az országot, de németen kívül nem beszélték a Magyarországon honos nyelveket.
1898-ben elküldték az adventista világszervezet amerikai központjából a fiatal John F. Huenergardt (1875-1955) német származású lelkészt, akit megbíztak a magyarországi és a balkáni misszió vezetésével. Ő 1898-ban érkezett Kolozsvárra, hogy folytassa Conradi félbemaradt munkáját. Bár Fogarason alakult az első gyülekezet, de Kolozsvár volt az ideális központ az evangelizáláshoz. Amikor Kolozsvárra érkezett, csak 4-5 fő hittestvére volt itt. 
Előadásokat tartott, megtanult magyarul és házról-házra járt, Biblia-órákat tartva.
Az erdélyi misszió után Fogarason alakult meg az első adventista gyülekezet.
1898-ban azonban a Magyar Királyság területén még csupán 25 adventista élt. A Zions Wächter ez évi jelentése alapján 10 fő élt Fogarason és 15 fő az ország egyéb részein. Zömük erdélyi német, akik többsége baptista volt korábban.
1900-ban a Pesti Hírlap írta:
„Kolozsvárott, mint onnan írják, egy idő óta gyökeret vert az adventisták felekezete, melynek eddig Magyarországon csak az erdélyi szászok közt akadtak hívei. A kolozsvári adventisták minden kedden és pénteken nyilvános bibliai előadást tartanak, melyen a jövő életről való tant, Isten uralmának alapelveit, az Ítélet tanát és más efféléket szoktak fejtegetni. Nemrég itt járt Magyarországon egy amerikai adventista hittérítő s különösen Arad megyében fejtett ki nagy buzgalmat, hogy híveket gyűjtsön felekezetének. Arad megyében alakult is már adventista gyülekezet, melynek azonban kevés tagja van.”

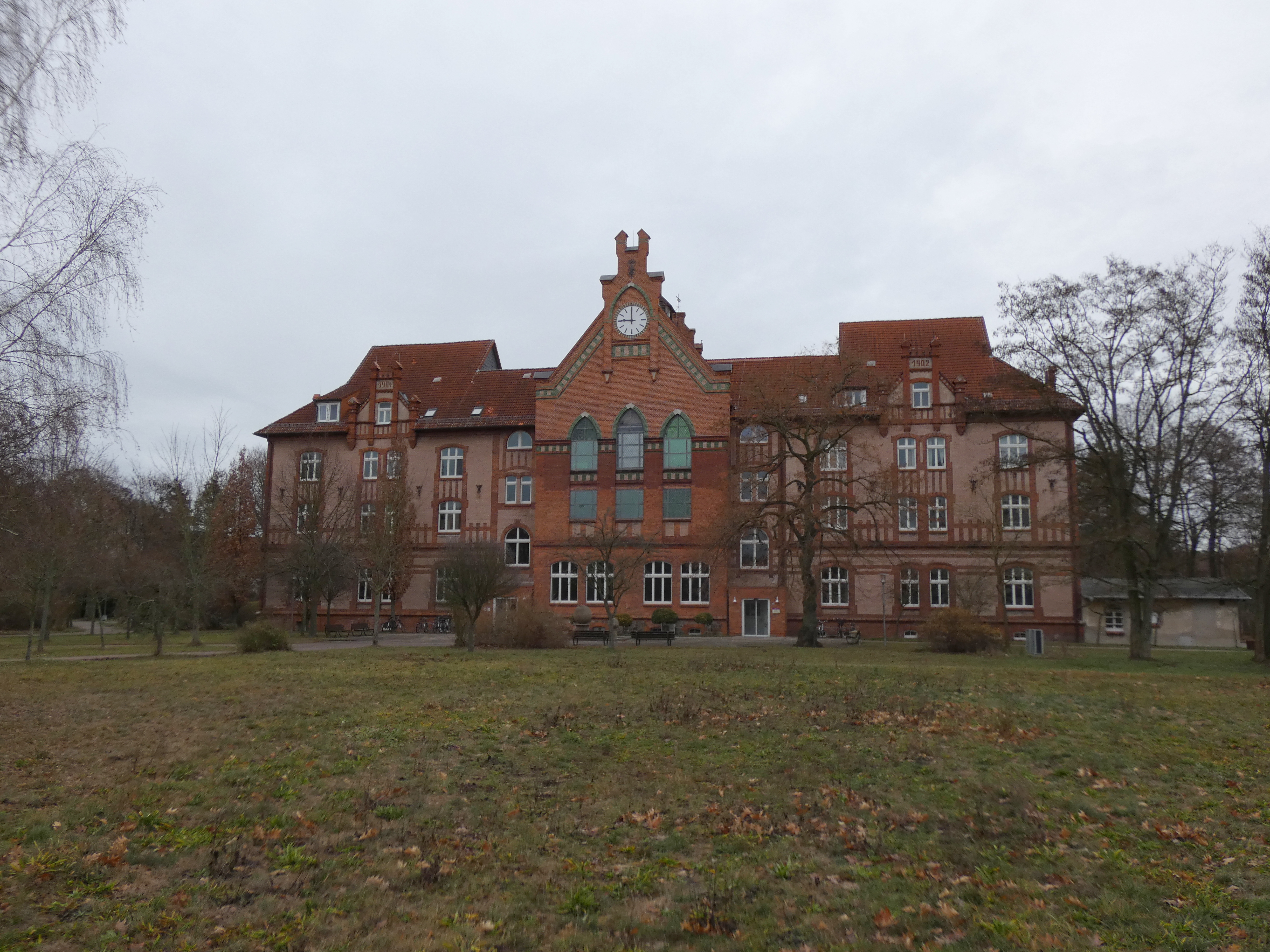
A friedensaui adventista misszióiskola fő épülete

1899-ben a németországi Möckern közeli Friedensauban létrejött az adventista misszióiskola, amely egész Kelet-Európa missziómunkásainak képzését végezte. Hamarosan magyar munkásjelöltek is megjelentek az iskolában.

### 20. század eleje
Huenergardt és mások munkája során egy kisebb gyülekezet alakult Kolozsváron, majd Kolozsvár környékén, Aradon, Brassóban, Segesváron is gyülekezetek szerveződtek.
Az 1900-as évek elején a szász területeken veszélyessé vált az adventista misszió és az evangelizációs tagok halálos fenyegetéseket kaptak, az állami szervek pedig főleg a külföldi misszionáriusok (mint pl. Huenergardt) ellen léptek fel.
Az adventista misszió kezdettől fogva soknemzetiségű volt. Az első adventisták főleg német anyanyelvűek voltak, de már Huenergardt  (1875-1955) Magyarországra jövetele előtt volt néhány magyar anyanyelvű adventista is. Kolozsváron csatlakozott a felekezethez Ősz B. Mihály és felesége 1901-ben, akiknek aztán jelentős szerepe volt a mai Magyarország területén az adventista úttörők között.

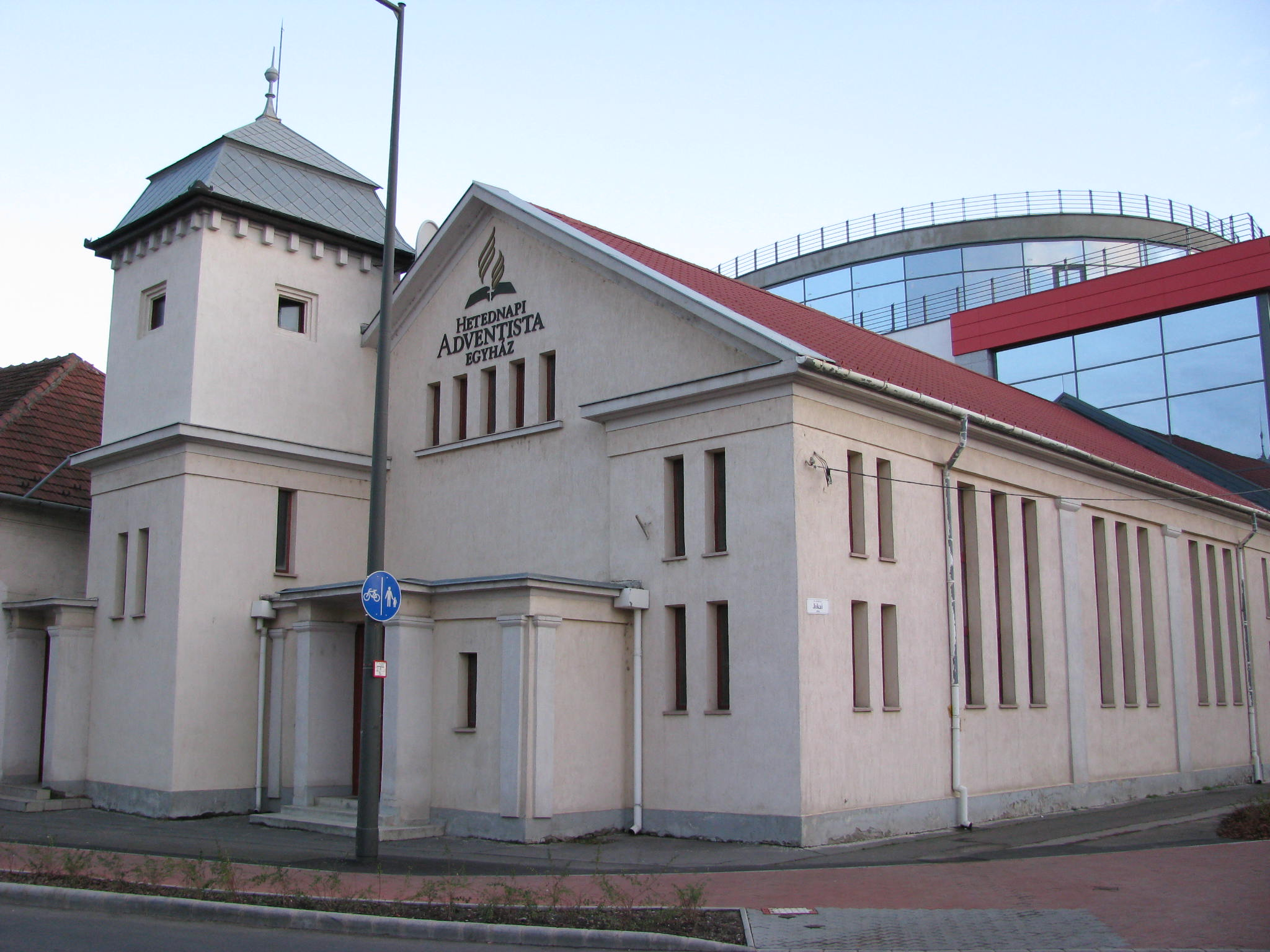
A békéscsabai imaház napjainkban; a mai Magyarországon a legkorábbi alapításúak egyike. Az épületet később nagyobbították meg kétszintessé.

Ősz B. Mihály 1901-ben Budapesten kezdett el evangelizálni, akihez Huenergardt 1903-ban csatlakozott, aki ebben az évben ide helyezte át tevékenysége központját.
A mai ország területén 1901–1903 táján Budapesten létesült az első adventista közösség, majd a század elején Békéscsabán, Gyulán, Egerben, Miskolcon, Lovasberényben (1910), és az ország más pontjain is alakultak gyülekezetek. A legtöbb gyülekezet azonban Erdélyben jött létre.
1902-ben Konstanzban tartott adventista konferencián megszervezték „az Osztrák-Magyar—Balkáni misszió területet”. Ennek a misszióterületnek lesz külön szervezett része a még ugyanebben az évben Kolozsvárott megalakult: Magyar Unió Egyesület. A gyorsan növekvő egyház eredményeként 1911-ben már három kisebb területi egységet is létrehoztak az unióban.
| ÉV           | 1901 | 1902 | 1903 | 1904 | 1905 | 1906 | 1907 | 1908 | 1909 | 1910 |
| ------------ | ---- | ---- | ---- | ---- | ---- | ---- | ---- | ---- | ---- | ---- |
| TAGLÉTSZÁM   | 114  | 133  | 171  | 220  | 231  | 320  | 414  | 485  | 613  | 745  |
| GYÜLEKEZETEK | 5    | 5    | 8    | 13   | 14   | 21   | 25   | 28   | 34   | 44   |

A közösség létszáma gyorsan növekedett, de magas volt a kizárások (1908-ban közel 4%) és a társadalmi-gazdasági viszonyok miatt a kivándorlók aránya is. A szerb területen 1910 körül volt egy kisebb szakadás, majd 1913–1914 táján Muntán János mozgalma jelentkezett, aki az adventizmustól eltérő tanokat kezdett hirdetni.

#### Vallásos irodalom
A missziós stratégia a felekezet irodalmának terjesztésén alapult. Feltételeit nem volt könnyű kialakítani a soknemzetiségű ország számára. A német nyelvű irodalom bőségesen rendelkezésre állt a németországi adventizmus gyors előretörésének köszönhetően. A hazai németek már a 19. század végétől a könyveken kívül lapként a Zions Wächtert, illetve missziós újságként a Herold der Wahrheitot olvashatták. Magyarul az első rendszeres sajtótermék 1904-ben jelent meg Az Arató címen, utódlapjai pedig az Evangéliumi Munkás és Az Utolsó Üzenet 1908-ban jelentek meg először.
Az 1908-tól meginduló Az Utolsó Üzenet folyóiratnak külön egészségügyi rovata volt a „Lelki és testi egészség”, mely hamarosan több mint tízezer példányban került terjesztésre. Ebben a folyóiratban több, kiváló ismeretterjesztő cikk látott napvilágot. Megjelentek benne magyarul az akkor elismert J. H. Kellogg-iskola legjobb írásai. Voltak cikkei például az alkoholra és dohányzásra vonatkozóan, de pl. a helyes testtartásról vagy az egészséges táplálkozásról is voltak érdekes olvasnivalók.
A román nyelvű gyülekezeti lapot szintén 1908-ban adták ki először Semnele Timpului néven. Az 1910-es közgyűlésen sürgették egy szerb nyelvű lap megindítását is és még ugyanebben az évben kiadták. Ebben az időben még nem merült fel szlovák vagy ruszin nyelvű lap indításának gondolata. A felvidéki szlovákok, illetve a ruszinok közötti misszió ugyanis közvetlenül az I. világháború előtt indult el, és a háború ideje alatt sem anyagi, sem személyi feltételeit nem biztosíthatták.
A Review and Herald alapján 1904 őszéig tizenkét könyv és tanulmány jelent meg magyarul, illetve néhány román és szerb nyelven.
A közösség istentiszteleti és zenei életének fontos eseménye volt az 1907-ben megjelent Adventi Énekek című énekeskönyv. Előtte baptista énekeskönyvet használtak.
A magyarországi területek adventista irodalommal való jobb ellátása érdekében 1912 elején létrehozták a hamburgi adventista kiadó budapesti fiókját, a Vallásos Iratok Nemzetközi Kiadóhivatalát.
A budapesti kiadó létrehozása után L. R. Conraditól jelent meg néhány mű, illetve Ellen G. White-tól pár könyv magyarul, de más nyelveken is jelent meg több tanulmány.

#### A missziómunkások
1908-ban a 20 millió lakosú országra két felszentelt lelkész, két utazó prédikátor, négy bibliamunkás és két betegápoló jutott.
A betegápoló-misszionáriusok olyan ápolók és ápolónők voltak, akik az egészséges életmódra, a prevencióra tanították az embereket faluról falura járva. Nevüket is tudjuk. Az egyik Bottyánszky Zsófia, aki az első békéscsabai, nazarénusból adventistává lett csoport tagja volt, és 1903 őszén csatlakozott az adventista egyházhoz.
1910-ben már öt felszentelt lelkész, három utazó prédikátor dolgozott Nagy-Magyarországon. Az első világháború végéig a felszentelt lelkészek zömmel Magyarországra helyezett németekből álltak.
1912-ben a Dunai Unió megalakulásakor már 15 felszentelt lelkész, 14 ún. utazó-prédikátor, 20 ún. Biblia-munkás, 24 állandó és 13 alkalmi könyvterjesztő, továbbá két ápoló dolgozott Huenergardt irányítása alatt. A magyarországi Duna mente térségében a missziómunkások városokat, nagyvárosokat választottak bázisul, hogy onnan érjék el a környező településeket. Budapesten kívül komoly munkát fejtettek ki Pozsonyban, Szegeden, Pécsen, Nagyváradon, Kassán, Békéscsabán, Gyulán, Rákospalotán.
A könyvterjesztő vagy könyvevangélista a leggyorsabb és legolcsóbb megoldásnak számított a területen. Ők ugyanis a könyvek eladása révén magukat önfenntartó missziómunkásnak számítottak. Munkájukat viszont nehezítette a népesség szegénysége és a vidéki jelentős méretű analfabetizmus. Többségük – mezőgazdasági munkás lévén – tavasztól őszig jóval kevesebb könyvterjesztői feladatot vállalt; így őket két kategóriába sorolták: állandó vagy alkalmi munkás.
1911-ban írja a Világ című  polgári radikális lap a „szombatosok szektájáról”:
Lassan, de kitartóan térítenek a hajdú-városokban és községekben. A szombatosok egy-egy embere kijön az erdélyi hegyek közül, ahol egy kis talajt remél, ott megáll, könyvekkel, iratokkal házal, prédikál, beszélget, példát mutat és hódít... Hajdúböszörmény, Hajdúhadház, Hajdúdorog és Hajdúnánás azok a városok, ahol megpróbálkoztak... Debrecenben az ismert Nagyerdő egyik vadon részén tartják szabad ég alatt az istentiszteletüket... (A református és katolikus) felekezet már régóta van itt a Hajdúságban, de a szombatosok szektája, ha meg tud alakulni, uj keletű lesz... Ez év februárjában jött Hajdúnánásra az első szombatos, Székely Ferenc, aki nem térített, csak könyveket árult és úgy látszik, puhatolódzott... Sok könyvet adott el, még azokban a családokban is, amelyek hivei megmaradtak a vallásukban. Meg is ígérte, hogy elküldi a prédikátort. Megérkezett egy hétre rá a prédikátor is: Kessel Frigyes. Szintén könyvügynökösködés címén ment házról-házra, mindenütt szerényen, evangéliumi módon viselkedett, mig végre az egyik háznál meghívták, hogy töltse' ott a munkaszünet napját, a szombatot.. Elfogadta a meghívást, ott maradt néhány napig és úgy élt, — igy mondják a házigazdák — mint egy angyal-ember. Naponta prédikált a kis szobában, olvasott, bibliát magyarázott és beszélgetett. Húst egyáltalán nem evett, mert egyszer valamilyen híve becsapta, disznózsírban sült húst etetett meg vele, pedig disznózsírt és disznóhúst nem szabad ennie a biblia parancsa szerint...
A városokban a lelkészek néha nagyobb tömeget befogadni képes termekben is tartottak evangelizációs sorozatokat.

#### Dunai Unió
1912 nyarán Budapesten megalakult a "Dunai Unió". Ez magába foglalta a magyar, bolgár és román missziós területeket, amely 77 gyülekezetben 1575 főt számlált. A mai Magyarország területén ekkor 21 gyülekezet volt.
A Dunai Unió megalakulásakor a választmányában (vezetőségében) két német mellett egy-egy magyar, szlovák és román etnikumú személyt találunk, míg a Tisza-Száva nevű misszióterületen német dominencia érvényesült, mert ők adták a felszentelt lelkészeket és egy személy kivételével az utazó-lelkészeket. Nemsokára azonban a helyi etnikumok képviselői váltották őket.
1912-ben – a Pesti Hírlap alapján – csak Budapesten már száz hívő volt, akiknek a Rákóczi úton egy bérházban volt a központjuk. A leírás alapján itt egy kis szószék emelkedett a fal mellett, mellette harmónium, a helyiség képek és szimbolikus jelképek nélküli, ahol a péntek esti istentiszteletkor 60-70 ember szorongott a szűk szobában. A cikk beszél még arról, hogy az adventisták a fővárosban az Árpád út 99. számú ház udvarán hatalmas ponyvasátorban, hetenként háromszor előadásokat tartanak és hogy Óbudán is akarnak ilyen sátrakat felállítani, istentiszteleti helyiségnek.

### Az első világháború
Az első világháború idején válságot élt át az adventista misszió. A lelkipásztorokat nagy számban küldték frontszolgálatra, a külföldi származásúakat kiutasították az országból. 1916 körül jelentkezett a pacifista elveket valló ún. őrálló-mozgalom. Ez a csoport a következő években egyre erősödött és az unióvezető Huenergardt személyét is több támadás érte.
1918 tavaszán Budapesten már három adventista gyülekezet volt: Attila körút 167., a Baross utca 88. szám alatt és a Rákóczi úton.
A régió missziókörzetei: Tisza misszióterület, Erdélyi misszióterület, Közép-magyar terület, Észak-magyar missziókerület, Nyugat-magyar misszióterület, Száva misszióterület, Romániai terület.
1918 tavaszán a következő gyülekezetek ismertek (mögötte a taglétszám; a legalább 30 főt elérő gyülekezetek kiemelve):
- Tisza missziói terület: Berkasova 4, Csurog 14, Homokszil 12, Kanizsa 13, Kuman 7, Melencze 11, Mokrin 14, Nagykikinda 13, Nestine 3, Pancsova 5, PasuaNova 5, Révaújfalu 16, Román-Petre 19, Sajkásszentiván 4, Sajkáslak 14, Szabadka 7, Szivácz 19, Temesvár 17, Túrja 9, Újvidék 16, Versecz 21, Zimony B. 21, Zenta 8, különállók 37, —  összesen 309 fő.
- Erdélyi missziói terület: Árpás 25, Berethalom 30, Bogártelke 18, Brassó 20, Csittszentiván 19, Dedrat 14, Deés 10, Dridiv 23, Erdőfülle 15, Fogaras 11, Földszint 11, Holdvilág 21, Idecsfürdő 23, Kolozsvár 50, Kolozs 30, Makfalva 30, Medgyes 9, Mező-csán 7, Mező-Fele 26, Mező-Panit 29, Nagylászló 15, Nagysajó 18, Nagysármás 75, Nagyszeben 40, Petrozsény 32, Segesvár 15, Szásznádas 18, Szék 48, Szolokma 20, Vajdakamarás 50, Vista 68, különállók 35, —  összesen 855 fő.
- Észak-magyar missziói terület; Eger 11, Iloncza 68, Kassa 32, Liptószentmiklós 6, Miskolcz 21, Nagyrőcze 5, Nyíregyháza 8, Szepsi 7, különállók 5, — összesen 163 fő.
- Nyugat-magyar missziói terület: Bonyhád 10, Pozsony 33, Sopron 13, Vas vármegye 7, különállók 17,  — összesen 78 fő.
- Száva missziói terület: Szarajevó 8, Vinkovczi 5, különállók 7,  — összesen 20 fő.
- Közép-magyar terület: Alcsil 5, Arad I. gyül. 35, Arad II. gyül. 5, Aradkövi 7, Békés 13, Békéscsaba 39, Békés-Gyula 59, Budapest I. gyül. 116, Budapest II. gyül. 44, Budapest III. gyül. 52, Dunakisvarsánd 8, Gyorok 25, Gyulavári 11, Gyulavarsánd 10, Ipp-Zovány 7, Kiskunfélegyháza 13, Kovászi 10, Kőrösbökény 11, Kurtakér 8, Kürtös 7, Mácza 45, Mikelaka 5, Nagyvárad 11, Háton 17, Sarkad 21, Seprős 21, Szintye 12, Szamoskeszi 14, Székudvar 54, különállók 2,   — összesen 687 fő.

Mivel az országban sok zsidó élt, különös gondot fordítottak a feléjük irányuló misszióra. Egy tudósítás szerint az egyik izraelita vallástanárt is felkeresték budapesti lakásán, ahol elmondták neki, hogy ők is zsidók, ők a „szellemi Izráel”. Bizonyságot tettek előtte arról, hogy Isten a messiást elsősorban a zsidóknak küldte el.
1918 nyarán a frontról hazatérő prédikátorokat Budapesten összehívták. Az értekezleten a belső rend helyreállításán volt a fő hangsúly, mivel a szakadár őrálló-mozgalom elleni küzdelem erős központi vezetést igényelt.

### A két világháború között
A háború végére (1918) csak mintegy 500 tag maradt a mai Magyarország területén, majd ez a szám 1924 végére duplázódott.
Fellendülés következett a hívők számában és új gyülekezetek szerveződtek (pl. Kiszombor (1920), Makó (1923), Magyarcsanád (1924), Hódmezővásárhely (1924), Szegvár (1926), Ambrózfalva (1926)).
1925-ben megalakult a Magyar Unió, amely két részre oszlott:
- Közép-Magyarországi Egyesület, 24 gyülekezettel,
- Kelet-Magyarországi Egyesület, 19 gyülekezettel.

A Nyugat-magyar Terület a Közép-Magyarországi Egyesület része lett, azzal a feltétellel, hogy ha a taglétszáma eléri a 250 főt, akkor külön területté szerveződik. Ez megtörtént a következő évben (1926), így kialakult a magyar adventista unió hármas felosztása. Az unió élére a német származású Minck Adolfot választották, aki 1932-ig töltötte be a tisztséget. 1932-ben Zeiner Alajost választották meg unióelnöknek, de a személye körül a következő években problémák adódtak, így helyére 1935-től ideiglenesen a csehszlovák (adventista) unió éléről Wentland Mihály lett az egyházvezető. 1936-tól hosszabb időre Michnay László lett a magyar egyház elnöke. 
A magyar unióelnökök listáját lásd lent. 
Az 1920-as évek végén Lődi Lajos többedmagával kiszakadt az egyházból és nemsokára létrehozták az Élő Isten Gyülekezetét, de 1936-ban a magyar adventista unió már 2400 főt számlált.
A két világháború között az egyházat hivatalosan nem ismerték el, törvényes jogai nem voltak és az istentiszteleteket is be kellett jelenteni a hatóságoknál. A 18 éven aluliaknak nem volt szabad adventista istentiszteleteket látogatni. A csendőrség és a rendőri szervek rendre ellenőrizték az istentiszteleteket, az elmondandó prédikációkat pedig rendszeresen, előzetesen jóvá kellett hagyatni a hatóságokkal.
1928 decemberében írta róluk a Békésmegyei Közlöny a Szaporodnak az adventista szekta hívei című cikkében – ami apróbb hibával, de hűen jellemzi az egykori szigorú elvárásokat a hívektől: 
„Az ádventisták szektája nagyon válogatós a tagjainak felvétele tekintetében. Valóságos jellem- és becsületesség-vizsgát, hosszas megfigyelést kell elszenvednie a jelöltnek, amig érdemesnek tartják a szektába való felvételre. De az újonnan belépőknek is kemény elhatározásra van szükségük, hogy ádventistákká legyenek. Ez a szekta ugyanis roppantul szigorú és puritán életet követel meg a hittestvérektől, akik kötelesek mindenben alkalmazkodni a szentírás betűihez és azok egyszerű értelméhez. Az ádventisták számára például szigorúan tilos a vasárnapi menyegzőtartás és mindennemű tánc. Tilos nekik színházba, moziba menni és ott az előadásokat végigélvezni, de tilos még a labdarugómérkőzéseken is részt venni, akár mint játékos, akár mint néző..” 
1937-ben Tápiószelén, majd 1938-ban Vattán nyitotta meg kapuit az egyház „öregek Otthona”.

### A II. világháború
1939 decemberében más kisegyházakkal együtt betiltották a közösség működését. Az országban tilos volt minden adventista istentisztelet. Ezután illegalitásban, magánházaknál, lakásokon jöttek össze. A csendőrök az összegyülekező híveket sokszor brutálisan bántalmazták.
1941 januárjában névváltozással: a Bibliakövetők Felekezete név felvételével szerveződtek, így sikerült ideiglenesen, korlátozott legális lehetőséget biztosítani az istentiszteletek megtartásához, de az összejöveteleket egy csendőr felügyelte és 16 éven aluliak nem vehettek részt azon.
A felekezet lelkészképzése 1947-ig külföldön, német területen folyt (Friedensau, Darmstadt-Marienhöhe).

### A II. világháború után
A háború után, 1946-1948 között ismét életre hívták az „Igazságot minden házhoz” programot, amely során az ország területén a prédikátorok előadásokat, a népevangélisták pedig családi bibliaórákat tartottak.
A lelkészek evangelizációs előadásai mellett az ún. könyvevangélisták is serényen dolgoztak és az adventista misszióban úttörő szerepet töltöttek be.
Az egyházterület által kijelölt helyen dolgoztak, és minden tanyát és házat útba ejtettek. A könyvek eladása mellett belmissziós feladatokat is elláttak, hiszen az érdeklődők felkutatása is a kötelességeik közé tartozott, előkészítve a „talajt” az evangelizációs előadásokra vagy családi Biblia-órákra.
A könyvevangélisták a fizetésüket a teljesítményük után kapták. Általában az eladott könyvekből nyert bevétel 50%-át, valamint az általa eladott Boldog Élet újságból befolyt pénzösszeg 60%-át kapta kézhez. Legtöbbször a környéken lévő gyülekezetek adventista tagjainál szálltak meg ellenszolgáltatás nélkül, és onnan kiindulva járták a környék településeit. Az étkezésüket maguk oldották meg, bár a legtöbb esetben az őket befogadó család anyagi ellenszolgáltatás fejében főzött rájuk.
A lelkészek mellett az egyszerű tagok is nyilvános előadásokat és családi bibliaórákat tartottak, amely jelentősen hozzájárult a közösség gyors növekedéséhez. 1947-ben mintegy 220 népevangelista és 140 önkéntes prédikátor összesen 617 személyt nyert meg az egyháznak. 1948 első felében az országban megkeresztelt 900 személy több, mint fele a laikus misszió eredménye volt. 1948 második felében csak a Tiszántúlon 311 adventista népevangélista tevékenykedett és 452 főt készített a keresztségre.
A taglétszám három év alatt több mint 60 %-kal nőtt, a 1947 eleji 3861 főről 1950 elejére 6201 főre.
A hívők számának változása:
| ÉV           | 1947 | 1950 | 1955 |
| ------------ | ---- | ---- | ---- |
| TAG- LÉTSZÁM | 3861 | 6201 | 6827 |

Az állam az 1940-es évek végén a jelentéseiben az adventistákat többnyire „szombatista szekta” néven tüntette fel, és a történelmi nagy egyházak, látva a kisebb egyházak erősödését, „szektaveszély”-ről cikkeztek. A történelmi egyházak lelkészei, papjai 1958-ig több könyvet is kiadtak az adventisták ellen (Győri János: Szombat vagy vasárnap? (1948), Fekete Péter: Krisztus vagy a szombatnap, Karner Károly: A Krisztus eljövetele és a világvége).
A társadalmi megítélése a többi kisegyházi közösségekhez hasonlóan negatívnak mondható. Hívőit gyakran „fanatikus, bigott” embereknek mondták. 
A lakosság többnyire megvetette azt az ismerősét, aki „szombatista” vagy más „szektás” lett.

### A kommunista államhatalom ideje

#### Rákosi-korszak és az '50-es évek
A kommunisták hatalomra kerülése után az egyik céljuk az egyházak visszaszorítása volt; ezt szolgálta az 1951-ben létrehozott ÁEH is. A könyvevangélisták munkáját a kerületi rendőrkapitányságok gyakorlatilag ellehetetlenítették, és lelkészeket is letartóztattak vagy eljárást indítottak ellenük. Államosították továbbá az adventisták nyomdáját (1949), amely hosszabb időre magával hozta az egyház könyvkiadásának megszűnését is.
1950 júniusában a Magyar Dolgozók Pártjának Központi Vezetősége harcot indított a klerikális reakció ellen. A kommunista államhatalom nyílt vallásellenes politikája is éreztette hatását az egyházon, többek közt megszűnt a lehetőség a középületekben folyó evangelizációra, amely következtében a nyilvános előadások tartása az imaházak falai közé szorult. A népevangélista és az önkéntes prédikátori mozgalom is egyre inkább jelentőségét vesztette, mert csak lelkész tarthatott prédikációt az igazolványába beírt helyszíneken, ami a házi Biblia-órák visszaszorulását is eredményezte.

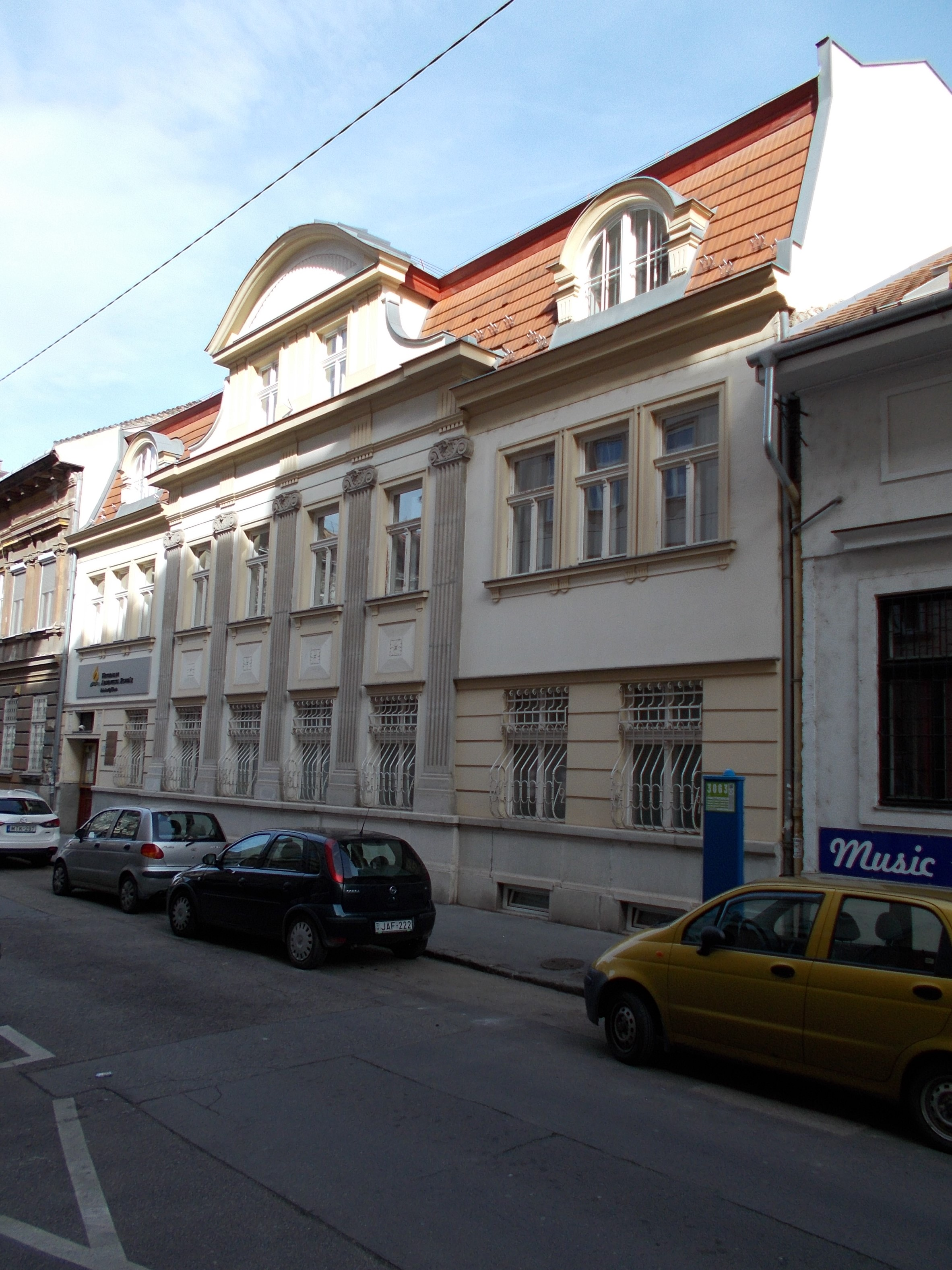
A magyar unió központjává váló, Budapest, Székely Bertalan utca 13. alatti épület

A kisegyházakról a harc „főideológusa”, 
Révai József politikus elmondta híres beszédét: 
„Fokoznunk kell a harcot a különböző szektákkal szemben is. Az adventista, jehovista, baptista és az egyéb szekták vezetői a legtöbb esetben az amerikai imperializmus szolgálatában állanak, a szekták nem egyebek, mint imperialista propaganda szervek." 
A Magyarországi Szabadegyházak Szövetségének nevében Michnay László, Gyarmati Béla és Bajor László hiába tiltakozott, kérve, hogy tegyenek éles különbséget a demokráciára nézve veszélyes vallási mozgalmak és az államhoz lojális szabadegyházak között.
A Rákosi-korszak után továbbra is csak igazolvánnyal rendelkező személyek tarthattak prédikációt, az abban megjelölt helyeken, országos igazolványt pedig csak az egyházak vezetői kaptak. Azokban a gyülekezetekben, ahol nem volt jelen igazolvánnyal rendelkező személy, ott csak csendes istentiszteletet tarthattak. Az istentiszteletek színvonalasabbá tételére magnetofont vagy diavetítőt nem használhattak. Magnetofonhasználat miatt például öt adventista lelkésztől vették el az igazolványt.
Új imatermek megnyitását nem engedélyezték és gyülekezetek összevonására is sor került. A törvényi tiltás ellenére egyes helyeken lakást, házat használtak fel imaház céljára. Számos esetben efelett szemet hunyt az ÁEH, de a kialakult gyakorlat jogi alapra történő áthelyezésétől elzárkózott.
Hogy a fiatalok számára csoportos kirándulások, összejövetelek és kikapcsolódás céljára egy üdülőhelyet biztosítsanak, az egyház 1950-ben megvásárolt a Balaton partján, Balatonszemes és Balatonlelle határán egy telket, romos épülettel. Az „Advent Üdülő” csak tíz év múlva, 1959-1960-ban készült el, de már 1951-től fogadtak itt táborozókat.
Tasson 1958-ban egy öregotthont (ún. szeretetotthont) hoztak létre.
1950-re az egyház megkeresztelt tagjainak száma már meghaladta a 6200 főt, majd a létszám 1953-ban érte el a csúcspontot, mintegy 7460 főt.

#### Buday-mozgalom
Az adventistákon belül egy szakadár mozgalom lelki vagy reformációs mozgalomként indult el 1952 körül. Hátterében a Generál Konferencia (világegyház főtanácsa) alelnöke (Branson) által kiadott program állt, megújhodást tűzve ki célul, amely Magyarországon is a tagság egy rétegében komoly visszhangra talált. A taglétszám hirtelen felduzzadása egyesekben a felhígulás és a fellazulás érzetét keltette, és az egyházat is szerették volna megtisztítani az ún. káros jelenségektől. 
Több gyülekezetben a bevezetett reformáció komoly problémákhoz vezetett, mivel az ún. reformációs imacsoportok az Egyháztanáccsal (unióbizottság) elégedetlen személyeket fogták össze. 1956 elején Buday Zoltánt elbocsátották a lelkészi állásából, mert nem írt alá egy vezetőség által megkövetelt nyilatkozatot.
Miután Budayt elbocsátották, nyíltan a mozgalom élére állt. Külön imaórákat tartottak és tiltakoztak a vezetés törvénytelen eljárásai miatt. Tiltakozásuk a következő elemeket foglalták magukba: 
- A gyülekezet világi lett.
- A prédikátorok a hivatásukhoz méltatlanok lettek.
- Csak ők képviselik a hűséges maradékot.

Tagtoborzásuk maga után vonta, hogy az egyházvezetés a nyugalom helyreállítása érdekében a kiszorításukra törekedett.
Nagyobb mértékű taglétszám zuhanás (kb. 400 fő) 1957-ben következett be a mozgalom híveinek a kizárása miatt.
A mozgalom is szétszakadt: Nagy Gyula mintegy ötven fővel önálló közösséget alapított. Mindkét csoport hangsúlyozta, hogy ők az igazság képviselete mellett állnak úgy, hogy sem az Ökumenikus Tanáccsal, sem az állammal, sem a SZET-tel nem kívánnak kapcsolatot fenntartani.

#### Csatlakozás a SZET-hez
Az 1956-os forradalom leverése után a hatalomba visszatérő kommunisták méltányolták az egyház a forradalom idején mutatott semleges magatartását és 1957 tavaszán a Művelődési Minisztérium Egyházügyi Hivatala törvényesen elismerte a felekezetet. De ennek fejében az egyháztól a SZET-tagság rendezését, valamint a tagságtól az állampolgári kötelezettségeik teljesítését kívánta meg. (A SZET célja hivatalosan továbbra is a tagegyházai érdekeinek védelme, valójában azonban az állam kisegyházakat felügyelő és irányító szervezetévé vált.) 
1958-ban egyes adventista vezetői tagok tiltakozása ellenére az egyház csatlakozott a SZET-hez. Jelentős előrehaladás volt olyan téren, hogy a magyar egyház (unió) elnöke állami engedéllyel ellátogathatott a nemzetközi adventista közösség (divízió) székhelyére és részt vehetett annak ülésén, és egyúttal a magyar egyház ismét bekapcsolódhatott a nemzetközi közösség szervezeti életébe.
Többek közt hátrány volt ugyanakkor, hogy az állam az általa elfogadható embereket juttatta egyházi vezető pozíciókba, akik többé-kevésbé az állami akarat kiszolgálói voltak. Ennek hátterében az 1957-es törvénycikkely állt, amelynek értelmében minden egyházi tisztség betöltéséhez különböző szintű előzetes állami hozzájárulást követeltek. A fentiek miatt 1958-tól kezdve az egyházi választások végeredménye nem a választókonferenciákon, hanem a különböző állampárti fórumokon dőlt el. Ez az adventista egyház életében az 1958. szeptemberi választókonferenciától vette kezdetét, amikor is az adventista konferencia által megválasztott személyek helyett az államhatalom más személyeket „ajánlott”.

#### 1965-66-os szakadás
Az egyházon belüli „ellenzék” és az egyházvezetés közötti ellentétek 1965 tavaszán éleződtek, amikor Lenk Lajos (1908–1995) lelkész levélben bírálta Pechtol János addigi elnöki tevékenységét. Kétszínű, diktatórikus egyházpolitikával jellemezte és kritizálta a megfélemlítésen alapuló rendteremtést. Helytelenítette a vezetők kiválasztásának gyakorlatát, hogy az alkalmasság helyett a baráti kapcsolatok, a karrierista törekvések és a nepotizmus töltenek be fontosabb szerepet. Pechtolnak a korrekt kormányzáshoz való visszatérést és a szabad választás kiírását javasolta.  
A levél után nem sokkal kirobbant az unióelnök házasságával kapcsolatos konfliktus is.
A Lenk mellett álló radikális irányzat képviselői kifogásolták az Egyháztanács (unióbizottság) tagjainak világias életét (moziba, színházba, presszóba jártak). Követelték, hogy az Egyháztanács tagjai írjanak alá egy nyilatkozatot, amelyben vállalják a hitelvek szerinti életmódot, a fellépő problémák rendezése mellett.
Bár 1965 végén Pechtol lemondott, az „ellenzék” további személyek eltávolítását követelte.
Az egyház vezetői végül kiszorítással lettek úrrá a belső nehézségen és több igehirdetőt elbocsátottak, de Négyesi János vezetésével mintegy száz hívő távozott.

#### 1966-1970
A konfliktus idején Szabó Ödön lett az unióelnök. Bár 1971-ig ő volt az elnök, az egyházat lényegében a két legkomolyabb állami kapcsolatokkal rendelkező személy, Berzenczey Károly (1924–83) és Pechtol egyik veje, 
Szakács József (1930–88) irányította. Az egyháztanács kívülről egységesnek tűnt, de a színfalak mögött komoly küzdelmek zajlottak a vezetőségi tagok között.
A magyar adventista egyház (unió) bizottságát 1961-től egyháztanácsnak nevezték. A magyar unió 1970-ig az adventista világszervezet Dél-Európai Divíziójához, 1971—1985 között az Euró-Afrikai Divíziójához tartozott. A magyar egyháztanács az ÁEH utasítására egységesen lépett fel a Divízióval szemben a magyar egyházügyekbe való beavatkozás megakadályozása érdekében. 
Az egyház az 1960-as évek második felében elöregedő közösséggé vált. A taglétszám stagnált, majd a szakadásokkal csökkent. Régen vége volt már a tömeges megtérések és keresztségek korának.
A napilapok, újságok időnként lejárató cikkeket vagy dezinformácókat közöltek az adventistákról, más kisegyházakkal egyetemben. A Délmagyarország az 1969. januári, „Hol a Mennyország?” cikkében írta róluk:  
„Az adventisták.. egyszer már megjósolták a világ végét... így hát megvásárolták a mennybe menő fehér ruhákat, fehér köntösöket... Kitalált énekeket énekelnek, büntetlennek hiszik magukat, várják, egyszer mégiscsak eljuthatnak a mennyekbe... Mindenből a tizedik a főnöké, a nőkből is. Szabadszeretkezés náluk a divat..” 

#### 1970-es évek
Az 1970-es évek első felében az adventista egyháztanács tovább mélyítette az állammal való jó viszonyt és együttműködött az ÁEH-val az illegalitásban működő vallási közösségek elleni küzdelemben. Kötelezték a lelkészeket, hogy írják össze a körzetükhöz tartozó szakadár mozgalmak (őrállók, Buday-mozgalom, Négyesi-csoport, fundamentalisták) és a Jehova tanúihoz tartozó személyeket.
Berzenczey Károly bukását gyorsította a Palotayval való összeütközése. (Egyesek szerint a SZET-elnökségre tört. Az egyházban az életmódja miatt vált népszerűtlenné.) Őt 1971-ben pénzügyi szabálytalanság ürügyén felfüggesztették tisztségéből és elbocsátották a szolgálatból.
Ezután az egyházban Szakács József befolyása tovább erősödött, vele párhuzamosan nőtt a vele akkor még jó barátságban lévő Egervári Oszkár szerepe. Szakács 1971-ben unióelnök, Egervári pedig területi elnök lett.
Az évtized elejétől, de főleg az 1971-es unióválasztások után két irányzat jött létre az egyházon belül: Szakács József unióelnök és SZET-alelnök "egyházpolitikai" és Egervári Oszkár egyházterületi elnök "lelki" irányzata.

#### Egervári-mozgalom
1975-ben Egervári Oszkár egy, az Egyháztanácsnak írt beadványban bírálta Szakácsnak az ökumenizmussal kapcsolatos beszédét és követelte, hogy az egyház állítsa helyre a bibliai állapotot és ne kössön szövetséget az állammal, ne menjen bele az ökumenikus kérdésbe, a politika és a vallás összezagyválásába. Vankó Zsuzsa teológiai tanár Egervárihoz hasonló nézeteket képviselt. Az egyház vezetősége ellenük fegyelmi eljárást indított, viszont a SZET lelkészképzőjének adventista hallgatói közül is számosan Egerváriék mögé álltak.
Az egyháztanács felfüggesztette Egerváriékat az állásukból, további négy lelkésszel együtt. Ezután országszerte sok gyülekezet tiltakozott az eljárás ellen. 1975-1977 között mintegy 1200 hívő távozott  és az egyik legjelentősebb tiltakozó egyházi mozgalom lett a Kádár-korszak második felében.

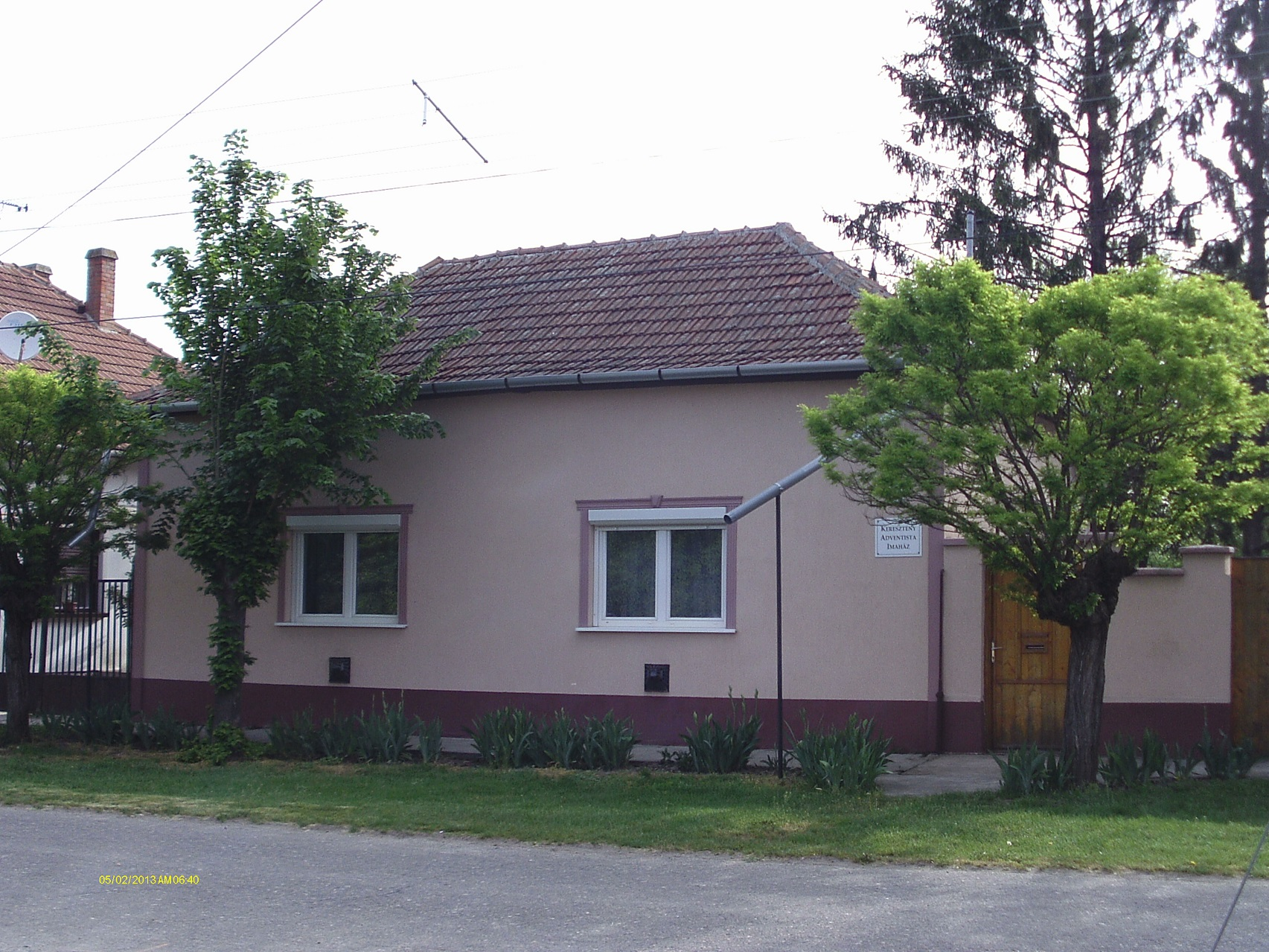
Az Egervári-csoport egy imaháza Nagyszénáson, ahol magánházban alakítottak ki imatermet

#### 1980-as évek
1980-ban Szakács József SZET-elnök, míg Pechtol másik veje, Zarka Dénes az unióelnök lett. (Szakács a haláláig az állambiztonsági jelentésében konkrét névsort is adott, hogy milyen összetételű vezetést tart kívánatosnak, kit, milyen tisztségre válasszanak meg.)
Zarka Dénest az egyház élén 1984-től Szigeti Jenő követte.
Miután az állami nyomás enyhült, az évtized elejétől felgyorsuló ütemben bővült a kisegyházak által kiadott könyvek száma és a SZET-tagegyházak közül a legtöbb könyvet az adventisták adták ki. Az évről-évre kiadott szombatiskolai tanulmányokon kívül külföldi szerzők közül elsősorban Ellen G. White könyveit publikálták.
Az evangelizációs tevékenység támogatására 1982-ben létrehozták az Adventstúdiót. Az ifjúsági élet is megélénkült. Számukra 1981-től egyhetes egyházterületi ifjúsági táborokat szerveztek 60-100 fő jelenlétében. 1985-től pedig lehetővé vált, hogy országos szinten is ifjúsági táborokat indítsanak.
Az egyház belső életének alakulását ebben az évtizedben is meghatározták az Egervári-mozgalom által bekövetkezett egyházszakadás következményei. Az egyházvezetés bázisának bővítése érdekében több laikust vont be országos és regionális szinten a vezetőtestületek munkájába.
Az évtized közepétől egyre erősebben jelentkezett a SZET-tagegyházakban a kilépés gondolata, ami főleg az adventisták körében volt erős. Nemcsak az Egervári-mozgalom követői ellenezték a tagságot, de a HNA. egyház tagsága is támogatta a szervezetből való kilépést. Végül 1989-ben, – röviddel a SZET megszűnése előtt, – az egyház kilépett a szervezetből.

### A rendszerváltás (1989) után
A rendszerváltás után a KERAK-ból sokan visszatértek vagy csatlakoztak a hetednapi adventisták közé. A taglétszám növekedéshez hozzájárultak a külföldről érkező lelkészek sikeres evangelizációs sorozatai (pl. Mark Finley), valamint sok erdélyi és vajdasági magyar adventistának az országba való áttelepülése is.
1990-ben Pécelen megnyílt az Adventista Teológiai Főiskola.
1991-ben az egyház az Adventista Világrádió részeként Reménység Hangja néven rádióstúdiót alapított. A műsorok 1999-ig Budapesten készültek, majd utána Pécelen.
1992 őszén Gyulán megnyílt a közösség újabb öregotthona.
Létesültek új imaházak is, de ugyanakkor vidéken több gyülekezet az elöregedés és kihalás miatt megszűnt.
2015-ben újabb nagyobb csoport csatlakozott a KERAK-ból a hetednapi adventistákhoz. Ha a KERAK-ból visszatérőket nem tekintjük, akkor Magyarországon, – sok más európai országhoz hasonlóan, – a 21. században stagnált a hívők száma. Az ország egyes részein és a Dunántúl nagy részén még ma is elhanyagolható a közösség jelenléte. Az egyház továbbra sem tudja elérni a vallástalanok egyre népesebb táborát.
A hívők táborán belül növekszik az elvilágiasodás, a világi szokások átvétele, és ezzel párhuzamosan a szabadelvű, maguk módján vallásos adventisták aránya, akik a valódi megtéréstől távol esnek, és csak a szombati összejövetelen, de a másokért való önzetlen szolgálatban és az evangelizációs munkában teljes odaadással nem vesznek részt. Nagyon sokan távol állnak már attól a gondolkozástól, mint amit L. R. Conradi kiáltott közel 100 éve, az európai adventista gyülekezetek létrejötte és felvirágzása idején: „Az életünket, az anyagi javainkat és az egészségünket kell latba vetnünk, Isten és az ő igazságának tanúi akarunk lenni.” A közösség hitelvei alapján nekik szól János prófétai látomásán keresztül tolmácsolt laodiceiai üzenet: „Ismerem tetteidet. Nem vagy se hideg, se meleg. Bárcsak hideg volnál, vagy meleg! De mivel langyos vagy, és se hideg, se meleg, kivetlek az én számból.”

## Magyar vezetők
Az adventista egyház magyarországi vezetői (unióelnök) a következők:
- Minck Adolf (1926-1932)
- Zeiner Alajos (1932-1935)
- Wentland Mihály (1935-1936),
- Michnay László (1936-1953),
- Pechtol János (1953-1965),
- Szabó Ödön (1965-1971),
- Szakács József (1971-1980),
- Zarka Dénes (1980-1984),
- Szigeti Jenő (1984-1994),
- Szilvási József (1994-1999),
- Mayor Zoltán (1999-2004),
- Szilvási András (2004-2009)
- Ócsai Tamás (2009– )

## A taglétszám változása Magyarországon
A megkeresztelt hetednapi adventista hívők számának változása Magyarországon, az adott évek elején. A szakadások, pl. 1956-'57-ben, majd 1975-'77-ben hozzájárultak az akkori csökkenéshez, illetve a rendszerváltás után és 2015 során a Keresztény Advent Közösségből való visszatértek az akkori növekedéshez. Az adatok az adott év eleji létszámot mutatják.
| ÉV                 | 1925 | 1930 | 1935 | 1940 | 1947 | 1950 | 1955 | 1960     | 1965 | 1970 | 1975 | 1980 | 1985 | 1990 | 1995 | 2000 | 2005 | 2010 | 2015 | 2020 |
| ------------------ | ---- | ---- | ---- | ---- | ---- | ---- | ---- | -------- | ---- | ---- | ---- | ---- | ---- | ---- | ---- | ---- | ---- | ---- | ---- | ---- |
| TAGOK száma        | 1063 | 1708 | 2367 | 3107 | 3861 | 6201 | 6827 | kb. 6220 | 5818 | 5800 | 5558 | 4915 | 4548 | 3958 | 4682 | 4426 | 4610 | 4683 | 4653 | 5135 |
| Gyülekezetek száma |      |      |      |      |      |      | 257  | 163      | 153  | 153  | 144  | 134  | 129  | 116  | 115  | 111  | 116  | 105  | 119  | 111  |